# Monastero di Beth Abe
Il monastero di Beth Abe è stato un monastero siriaco orientale situato vicino al Grande Zab a circa 80 km a nord-est di Ninive, in Iraq. Fu fondato da Rabban Giacomo di Lashom intorno al 595, e visse il suo periodo di maggior fulgore nel VII secolo, quando il futuro patriarca Ishoʿyahb III lo dotò di terre e vi costruì una chiesa più grande. Il monastero ha svolto un ruolo importante nel monachesimo siriaco ed è stato abitato da diverse figure importanti della Chiesa d'Oriente come Sahdona, Giovanni di Dailam, Shubhalishoʿ, e i futuri patriarchi Gewargis I, Gewargis II e Abramo II.
Il monaco Tommaso di Marga, ha scritto una storia del monastero, che copre un periodo storico che va dalla fondazione fino a metà del IX secolo; lo stesso autore riporta una lista di 20 abati che ressero il monastero in questo periodo. Un altro monaco, il vescovo David di Kartaw, ha scritto una serie di biografie di uomini santi conosciuti come il "Piccolo Paradiso".